# Ana de Baviera
Ana de Baviera (nombres alternativos, Ana del Palatinado o Ana Wittelsbach) (26 de septiembre de 1329, República Checa - † 2 de febrero de 1353, Praga, República Checa), de la dinastía Wittelsbach, fue la segunda esposa de Carlos IV de Luxemburgo, Reina del Sacro Imperio Romano Germánico y Reina consorte de Bohemia.

## Matrimonio
Ana se casó con Carlos IV de Luxemburgo el 4 de marzo de 1349. Su esposo era el hijo mayor de Juan I de Bohemia e Isabel I de Bohemia. De su unión nació Wenceslao el 27 de enero de 1350, pero este murió siendo infante el 30 de diciembre de 1351.
Después de la segunda elección de su esposo Carlos como rey de los alemanes, el 17 de junio de 1349 se convirtió en la reina consorte.

## Ascendencia
Era hija del duque Rodolfo II de Baviera y conde palatino del Rin, y de Ana, hija de Otón III de Carintia.
| Ana de Baviera | Padre: Rodolfo II Duque de Baviera y Conde Palatino del Rin | Abuelo Paterno: Rodolfo I Duque de Baviera | Bisabuelo Paterno: Luis II Duque de Baviera |
| Ana de Baviera | Padre: Rodolfo II Duque de Baviera y Conde Palatino del Rin | Abuelo Paterno: Rodolfo I Duque de Baviera | Bisabuela Paterna: Matilde de Habsburgo     |
| Ana de Baviera | Padre: Rodolfo II Duque de Baviera y Conde Palatino del Rin | Abuela Paterna: Matilde de Nassau          | Bisabuelo Paterno: Adolfo de Nassau         |
| Ana de Baviera | Padre: Rodolfo II Duque de Baviera y Conde Palatino del Rin | Abuela Paterna: Matilde de Nassau          | Bisabuela Paterna: Imagina de Limburg       |
| Ana de Baviera | Madre: Ana de Corinto-Tirol                                 | Abuelo Materno: Otón II                    | Bisabuelo Materno: Otón I                   |
| Ana de Baviera | Madre: Ana de Corinto-Tirol                                 | Abuelo Materno: Otón II                    | Bisabuela Materna: Desconocido              |
| Ana de Baviera | Madre: Ana de Corinto-Tirol                                 | Abuela Materna: Desconocido                | Bisabuelo Materno: Desconocido              |
| Ana de Baviera | Madre: Ana de Corinto-Tirol                                 | Abuela Materna: Desconocido                | Bisabuela Materna: Desconocido              |